# Средиземноморски съюз
Средиземноморски съюз (на френски: Union méditerranéenne, Union pour la Méditerranée) е международна организация на страните от Средиземноморието. Основната идея на обединението е да подобри сътрудничеството между държавите от региона и останалите страни-членки на Европейския съюз.
Средиземноморският съюз е многостранен съюз за сътрудничество, който обхваща 43 държави: 27 страни членки на Европейския съюз и 16 средиземноморски страни от Северна Африка, Близкия изток и Балканите. Той е създаден през юли 2008 година като продължение на Барселонския процес от 1995 година. Съюзът има за цел да установи стабилност и сигурност в региона, да подобри икономическите връзки и обмен, както и да развие редица проекти, свързани с околната среда, образованието, социалната стабилност и др.

## Страни-членки
В Средиземноморския съюз членуват следните държави.

### Европейски съюз
27-те държави членки (Австрия, Белгия, България, Кипър, Чехия, Дания, Естония, Финландия, Франция, Германия, Гърция, Унгария, Ирландия, Италия, Латвия, Литва, Люксембург, Малта, Нидерландия, Полша, Португалия, Румъния, Словакия, Словения, Хърватия, Испания, Швеция).

### Други страни
Албания, Алжир, Босна и Херцеговина, Египет, Израел, Йордания, Ливан, Мавритания, Монако, Черна гора, Мароко, Палестинска автономия, Сирия, Тунис, Турция, и Либия в качеството си на „наблюдател“ на Лигата на арабските държави.

## История

### Проект
Отношенията между страните в Средиземноморския регион следват своето развитие дълги години преди формулирането на Средиземнорския съюз. През 1995 г.е създадена предхождащата организация – Барселонския процес. Поради неефективността на това формирование се ражда идеята за обновения Средиземнорски съюз. Проектът (Средиземноморски съюз) е част от кандидат-президентската кампания на Никола Саркози. което той смята, че тази инициатива ще подобри диалога между Израел и неговите арабски съседи, както и ще облагодетелства отношенията между западните и арабските държави.
На 23 октомври 2007 г. Саркози кани във Франция всички държавни ръководители на страните от Средиземноморието. Още по време на предизборната си обиколка заявява в Тулон:
„Бъдещето на французите се кове тук, в Средиземноморието, и голямата ни грешка е, че твърде дълго пренебрегвахме региона. Обръщайки гръб на Средиземноморието, Франция и Европа смятаха, че обръщат гръб на миналото си. Истината обаче е, че обръщат гръб на своето бъдеще, защото европейското бъдеще е на Юг“.
През май 2008 година Европейската комисия одобрява предложенията за усилване подобряване на евро-средиземноморското сътрудничество, което е наречено „Барселонски процес: Съюз на Средиземноморието“. Впоследствие ЕК публикува и документ, с който се обосновава стартирането на подобна инициатива за сътрудничество. Според този документ, Барселонската декларация и поетите от задължения и отговорности (през 1995 г.) ще бъдат базисна рамка за по нататъшно развитие. Като приоритет за сътрудничество остават политическият диалог, икономическото сътрудничество, взаимодействие в културната и хуманитарните сфери, както и проблемите на миграцията, социалната интеграция, в сферите на: правосъдие, сигурност, които имат все по-приоритетна значимост (добавената през 2005 г. към Барселонската декларация – глава IV).

### Критики
Инициативата, водена от Никола Саркози, е критикувана и се ползва с недоверие поради неефективността на Барселонския процес. От друга страна има частни изказвания, които в една или друга степен затрудняват доброто сътрудничество. На преден план излиза позицията на Либия. Непосредствено преди учредителната среща на Съюза за Средиземноморието, през юни 2008 г., в Триполи се провежда арабска мини-среща, с участието на Сирия, Мавритания, Тунис, Алжир и Мароко, която трябва да формулира общоарабската позиция по въпроса. При откриването ѝ, тогаващният либийски лидер – Муамар Кадафи заявява, че „Ако Европа иска да сътрудничи с нас, за целта съществува Лигата на арабските държави или Африканския съюз... Не приемаме опитите Европа да се договаря само с отделна група страни“. Либийската позиция свидетелства, че тази държава, със сравнително малобройно население, но със сериозни петролни и газови ресурси, не е заинтересована от предлаганото „партньорство“. Позицията на Либия е различна от тази на съседите ѝ, разчитащи на допълнителни икономически и политически дивиденти. Според изказване на Муамар Кадафи предложението е „унизително“, като допълнително заявява: „Ние не сме гладни просяци или кучета и не трябва да ни подхвърлят кокали“. Водачът на либийската революция прогнозира, че Съюзът няма да има добро бъдеще: „Този проект е обречен на провал и представлява своеобразно минно поле. Той ще създаде условия за нови терористични действия на ислямистките групи, които виждат в него проект на „кръстоносците“, и ще предприемат нападения срещу мюсюлманските страни-членки. Не бих съветвал моя народ да участва в тази абсурдна говорилня, в този колониален проект“. Съществуват и други прояви на скептицизъм, но финалната декларация е подписана от всички пълноправни членове.

## Институции и цели
В заключителната декларация на срещата в Париж, подписана от всички участници в съюза, на 13 юли 2008 г. се подчертава необходимостта от съвместна работа за постигане на мир в Близкия изток, стабилност и сигурност в региона. Декларацията напълно съответства на принципите, предложени от ЕК, както идеите, които са заложени във всички останали документи по темата. В бъдещите планове на Съюза се планира формирането на евро-средиземноморски пакт, целящ създаването на зона на мир и стабилност в Средиземноморието, както и създаването на „Кодекс за поведение“ в областта на борбата с тероризма и гарантиране сигурността на гражданите, развитие на човешките ресурси, намаляване на бедността, формиране на зона за свободна търговия между участниците, по-широко ангажиране на гражданите в политическия живот, спазване на човешките права, засилване ролята на жените в обществото, уважение към малцинствата, борба с расизма и ксенофобията, както и развитие на културния диалог и постигане на взаимно разбирателство.
Акцентът в новия Съюз е повишаването степента на участие в регионалната политика на страните от Юга. Ако в рамките на Барселонския процес, единствената структура, вземаща решения и финансираща проектите е ЕС, в Съюза за Средиземноморието се предлага съпредседателство (по един председател от ЕС и от държавите от Юга).
Въпросът за източниците на финансиране се решава като се проема, че финансирането на проектите в рамките на обединението ще се съществява освен със средства на ЕС и със средстава на други инвеститори. Освен Механизма за евро-средиземноморско инвестиране и партньорство (Facility for Euro-Mediterranean Investment and Partnership – FEMIP) и инвестиционните механизми на политиката на добросъседство (Neighbourhood Investment Facility), като допълнителни източници на финансиране се посочват средствата от частни инвеститори както и държавите от европейската част на Съюза, което би трябвало да повиши заинтересоваността им от неговото ефективно устройство и функциониране.
Като допълнение се създава съвместен секретариат (със седалище в Барселона), който да се занимава с подбора и анализа на проектите необходими на региона. Новото в Съюза е, че сътрудничеството ще се гради около конкретни проекти в рамките на проблемните теми и ще има статут на важна, но въпреки това „допълнителна“, глава от Барселонския процес.
Важно е да се отбележи също така, създаването на така наречената „Парламентарна асамблея на Съюза за Средиземноморието“. Понастоящем тя се състои от 260 членове, сред които 130 европейски членове (81 от национални парламенти и 49 от Европейския парламент) и 130 от средиземноморски държави. Членът на групата PPЕ Tokia Saïfi председателства Политическия комитет на Парламентарната асамблея на Съюза за Средиземноморието.
Създаването на Асамблеята, преди това позната като Евро-средиземноморска парламентарна асамблея, е голямо политическо постижение, което укрепва демократичния характер и политическия диалог в рамките на процеса от Барселона. Създаването ѝ е дългогодишна цел на групата РРЕ. За да продължи да се увеличи значението на Парламентарната асамблея на Съюза за Средиземноморието, групата предлага тя да стане институция с правомощия за задължително консултиране относно свързани със Средиземноморието въпроси, обсъждани в Съвета на министрите на Съюза за Средиземноморието. Съветът на ЕС и Комисията трябва да си сътрудничат с Асамблеята и да присъстват в нейните рамки, като тя следва да бъде непосредствено включена в подготовката на двугодишните срещи на високо равнище на държавните ръководители и годишните срещи на министрите на външните работи на държавите членки на Съюза за Средиземноморието.
Като обобщение на приоритетните звена многообразието от политически, икономически и хуманитарни цели се трансформират в синтезирана програма за съвместни действия. За постигане на очертаните цели, се предлагат следните основни направления на сътрудничеството между страните-членки: борба със замърсяването на Средиземно море; развитие на морския и сухопътния транспорт между двата бряга на Средиземно море, строителство на крайбрежни магистрали и модернизация на железопътната мрежа в страните от Магреб, като целта е движението на хора и товаропотоци да стане по-достъпно и безопасно; съвместно гарантиране на обществената сигурност и предотвратяване на природни и хуманитарни бедствия; дългосрочно развитие на алтернативните източници на енергия, включително оптимално използване на слънчевата енергия в Средиземноморието; развитие на висшето образование, съвместните образователни проекти, както и на научни изследвания; създаване на Евро-средиземноморски университет; развитие на микро, малки и средни предприятия.
През 2015 г. ЮНЕСКО и Съюзът за Средиземноморието подписват споразумение за партньорство с цел насърчаване на толерантността и диалога. На срещата в централата на ЮНЕСКО в Париж е сключено споразумение за партньорство с цел насърчаване на регионална толерантност и диалог. Споразумението е насочено към приоритетни области като борбата срещу екстремизма и насърчаването на взаимно уважение сред средиземноморските народи.
ЮНЕСКО и Съюзът за Средиземноморието ще си оказват техническо съдействие и ще участват в съвместни дейности и програми, насочени към областите, които са от общ интерес.
Към 2016 г. Генерален секретар на Съюза за Средиземноморието е Фаталах Сижилмаси.
Той прие зам.-председателят на Групата на ЕНП относно евро-средиземноморските отношения Мария Габриел.
Председателят на работната група Мария Габриел, отговаряща за евро-средиземноморските отношения като зам.-председател на Групата на ЕНП, смята че е важно да се набляга на необходимостта от увеличаване видимостта на действията на Съюза за Средиземноморието, особено на неговия Секретариат. Според нея добър инструмент това да се случи е преразглеждането на Европейската политика за съседство.
Тя организира посещение на членове на ЕНП в централата на Съюза за Средиземноморието в Барселона.
В контекст на Европейската политика за съседство, делегацията проведе срещи със Сижилмаси, със зам.-генерални секретари и с ръководители на отдели. Посещението дава възможност за обсъждане на конкретни предложения за задълбочаване на контактите между най-голямата политическа група в Европейския парламент и Съюза за Средиземноморието, които да намерят израз в законодателни инициативи.
Проведени са дискусии с отделите Транспорт и градско развитие, Социални и граждански въпроси, Висше образование и изследователски дейности, Енергетика и устойчиво развитие, Води и околна среда.
Акцент във визитата е и срещата за преглед на проектите на Съюза за Средиземноморието с представители на Европейската комисия, Европейската инвестиционна банка и Европейската банка за възстановяване и развитие.
„Erasmus of the Mediterranean“ е конкретен проект, който привлича вниманието. Идеята за него се обсъжда от няколко години, но се нуждае от масивна политическа подкрепа и инвестиции, смята зам.-председателят на Групата на ЕНП относно евро-средиземноморските отношения Мария Габриел.
Този проекта се разглежда като перспективен и важен модел за инвестиране и развитие в младите хора в ЕС. Това е начин за предотвратяване на радикализма и насърчаване на развитието чрез образование. Важна роля за неговото осъществяване заема Съюза на Средиземноморието.

## Участници
| Държава               | Население  | Площ km²  |
| --------------------- | ---------- | --------- |
| Алжир                 | 33 333 216 | 2 381 740 |
| Австрия               | 8 316 487  | 83 871    |
| Белгия                | 10 584 534 | 30 528    |
| България              | 7 679 290  | 110 994   |
| Кипър                 | 766 400    | 9251      |
| Чехия                 | 10 306 709 | 78 866    |
| Дания                 | 5 457 415  | 43 094    |
| Египет                | 80 335 036 | 1 001 449 |
| Естония               | 1 342 409  | 45 226    |
| Финландия             | 5 289 128  | 338 145   |
| Франция               | 63 392 140 | 674 843   |
| Германия              | 82 314 906 | 357 050   |
| Гърция                | 11 125 179 | 131 990   |
| Унгария               | 10 066 158 | 93 030    |
| Ирландия              | 4 239 848  | 70 273    |
| Израел                | 7 184 000  | 20 770    |
| Италия                | 59 131 287 | 301 318   |
| Йордания              | 5 924 000  | 89 342    |
| Латвия                | 2 281 305  | 64 589    |
| Ливан                 | 4 099 000  | 10 452    |
| Либия                 | 6 036 914  | 1 759 540 |
| Литва                 | 3 373 991  | 65 303    |
| Люксембург            | 476 200    | 2586      |
| Малта                 | 404 962    | 316       |
| Мароко                | 33 757 175 | 446 550*  |
| Нидерландия           | 16 372 715 | 41 526    |
| Палестинска автономия | 3 800 000  | 6020      |
| Полша                 | 38 116 486 | 312 683   |
| Португалия            | 10 599 095 | 92 391    |
| Румъния               | 21 565 119 | 238 391   |
| Словакия              | 5 396 168  | 49 037    |
| Словения              | 2 013 597  | 20 273    |
| Испания               | 45 116 894 | 506 030   |
| Швеция                | 9 142 817  | 449 964   |
| Сирия                 | 20 314 747 | 185 180   |
| Тунис                 | 10 102 000 | 163 610   |
| Турция                | 71 158 647 | 783 562   |
| Великобритания        | 60 587 300 | 244 820   |